# Orde van de Volkerenvriendschap

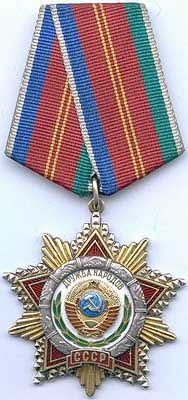
Versiersel van de Orde van de Volkerenvriendschap

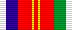
Baton

De Orde van de Volkerenvriendschap (Russisch: Орден Дружбы народов, Orden Droezjby narodov), werd op 17 oktober 1972 door de Sovjet-Unie ingesteld.
Deze orde werd verleend aan personen, organisaties, bedrijven, legereenheden en provincies (oblasten) voor het versterken van de vriendschappelijke banden tussen volkeren en rassen en het "bevorderen van de economische, culturele, politieke, wetenschappelijke en militaire ontwikkeling van de Sovjet-Unie". Het was een hoge onderscheiding, hoger dan het Ereteken van de Sovjet-Unie. Toch werden er niet minder dan 72 760 sterren uitgereikt. Er zijn ook mensen die tweemaal met deze typisch socialistische orde werden gedecoreerd.
Op 2 maart 1994 besloot de Russische Federatie de orde aan te houden. Ze werd later omgedoopt in Orde van de Vriendschap en kreeg een nieuw versiersel en een ander lint.
Men draagt de vijfpuntige gouden ster met lauwerkrans en wereldbol van de orde aan een vijfhoekig opgemaakt groen lint met brede grijsgroene randen op de linkerborst.
Op een uniform mag men een baton in de kleuren van het lint dragen.
De orde heeft model gestaan voor tal van socialistische orden waaronder de Vietnamese Orde van de Vriendschap